# Situation normal: all fucked up
Pour les articles homonymes, voir SNAFU (homonymie).

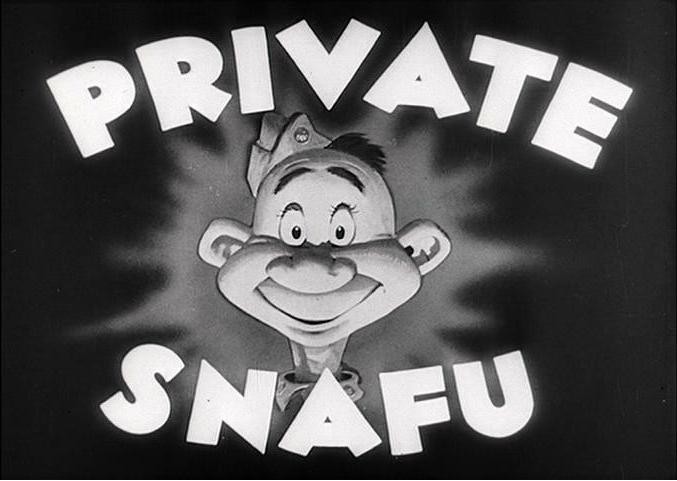
Private Snafu est une série de dessin animés pédagogiques pour l'armée américaine durant la Seconde Guerre mondiale.

SNAFU est un acronyme anglais signifiant communément  Situation Normal: All Fucked Up, soit en français « Situation normale : c'est le bordel » ou encore « Tout va bien : c'est la merde ».
Acronyme issu du jargon militaire américain, SNAFU est utilisé pour exprimer que la situation est mauvaise, mais qu'elle l'a toujours été et qu'il n'y a donc pas matière à s'en inquiéter ou à s'en étonner. C'est une manière soit de plaisanter, soit d'exprimer sa frustration face à une situation dégradée. 
Dans les situations où le terme « fucked » est peu approprié, le terme est généralement remplacé par « fouled » (encrassée, crasseuse).

## Usages dérivés
- SNAFU : Situation Normal: All Fucked Up (situation normale : tout est en bordel) ;
- SUSFU : Situation Unchanged, Still Fucked Up (situation inchangée : toujours en bordel) ;
- SHTF : Shit Hits The Fan (le merdier a atteint le ventilateur), utilisé pour décrire une situation devenue incontrôlable ;
- FUMTU : Fucked Up More Than Usual (plus en bordel que d'habitude) ;
- FUBB : Fucked Up Beyond Belief (en bordel au-delà de mes croyances/de ce que je croyais) ;
- TARFU : Things Are Really Fucked Up (les choses sont réellement en bordel) ;
- TOFU : Things Ordinary: Fucked Up (les choses sont comme à l'ordinaire : en bordel) ;
- GFU : General Fuck Up (bordel général) ;
- SAMFU : Self-Adjusting Military Fuck Up (bordel militaire auto réglable) ;
- TUIFU : The Ultimate In Fuck Ups (le bordel ultime) ;
- FUBAR (en) : Fucked Up Beyond All Recognition/Repair/Reason/Redemption (en bordel au-delà [d'une possible] reconnaissance/réparation/raison/rédemption) ;
- FUGAZI : Fucked Up, Got Ambushed, Zipped In (baisé, pris en embuscade, coincé) ; fait référence à une situation complètement hors contrôle, comme une embuscade dans la jungle ;
- JANFU : Joint Army/Navy Fuck Up ; utilisé par les militaires britanniques lors de la Seconde Guerre mondiale ;
- JANCFU Joint Army/Navy/Civilian Fuck-Up : Expansion du précédent avec les civils en plus. Cet acronyme était peint sur la bombe atomique Fat Man qui anéantit Nagasaki en 1945. Le complexe détonateur à implosion n'inspirait confiance ni aux savants et techniciens civils, ni aux aviateurs[1].
- JAMFU : Joint Army/Marines Fuck Up ;
- JAAFU : Joint Army/Air Force Fuck Up ;
- DILLIGAF/DILLIGAS : Do I Look Like I Give A Fuck/Shit?, forme interrogative de « [It] don't mean nothing ». Courant durant la guerre du Viêt Nam ;
- TINS : This Is No Shit!, vu dans des forums d'anciens combattants.

## Réutilisations du terme
Snafu est également employé dans la trilogie Illuminatus! et dans les aventures du soldat Snafu, une série de dessins animés diffusée au cours de la Seconde Guerre mondiale à l'attention des soldats américains.
« Snafu » est le surnom de Merriell Shelton, un des personnages de la mini série The Pacific. La version française le présente ainsi « Meriell Snafu Shelton, Snafu-la-merde, Snafu-le-bordel ! ».
L'avion militaire Douglas C-47 Skytrain (dit « Dakota ») numéro c/n 19539 fut surnommé par son équipe « The SNAFU Special ».
Un des épisodes de la série américaine Person of Interest se nomme ainsi. Il fait référence à la situation au début de la saison 5.
Dans la nouvelle version de Resident Evil 2, des soldats utilisent le terme « snafu » en version originale lorsqu'ils ont tiré sur William Burkin, docteur en biochimie.